# Ambassade de Côte d'Ivoire en Guinée
 (août 2025).
L'ambassade de Côte d'Ivoire en Guinée est la principale représentation diplomatique de la république de la Côte d'Ivoire en Guinée.

## Ambassadeurs
| N° | Nom et prénoms                | Debut           | Fin               |
| 1  | Lanzeni Poto Coulibaly        |                 |                   |
| 2  | M'Bahia Ble Koudio            |                 |                   |
| 3  | Koudou Aziebo Armel           | 11 janvier 1997 | 17 juillet 2000   |
| 4  | Zoro Bi-Bah Jeannot           | 1 octobre 2001  | 20 juin 2008      |
| 5  | Goho Georges Bah              | 20 juin 2008    | 05 septembre 2011 |
| 6  | Mifougo Youssouf Diarrassouba | octobre 2021    | En cours          |